# Mocis cubana
Mocis cubana  là một loài bướm đêm thuộc họ Erebidae. Nó được tìm thấy ở Cuba và was first reported từ Florida Keys by Heppner năm 2003.
Sải cánh dài khoảng 37 mm.